# Castiel (Grisones)
Castiel era una comuna suiza del cantón de los Grisones, situada en el distrito de Plessur, círculo de Schanfigg. Limitaba al norte con las comunas de Trimmis y Sankt Peter-Pagig, al este con Lüen, al sur con Tschiertschen-Praden, y al occidente con Calfreisen. El 1 de enero de 2013 se fusionó en la comuna de Arosa junto con las antiguas comunas de Calfreisen, Langwies, Lüen, Molinis, Peist y Sankt Peter-Pagig.